# Tour des Sorcières (Rouffach)
Pour les articles homonymes, voir Tour des Sorcières.
La tour des Sorcières est un monument historique situé à Rouffach, dans le département français du Haut-Rhin.

## Localisation
Ce bâtiment est situé place de la République à Rouffach.

## Historique
L'édifice fait l'objet d'un classement au titre des monuments historiques depuis 1921.
Cette tour est la dernière subsistant des fortifications de la ville, elle est actuellement coiffée du traditionnel nid de cigognes. La tour des sorcières a servi de prison pendant des siècles et elle doit son nom aux femmes accusées d'être des sorcières et qui y auraient été emprisonnées. Sa base ronde, datant du XIIIe siècle est la partie la plus ancienne, les étages carrés eux datent des XIVe et XVe siècles.

## Architecture

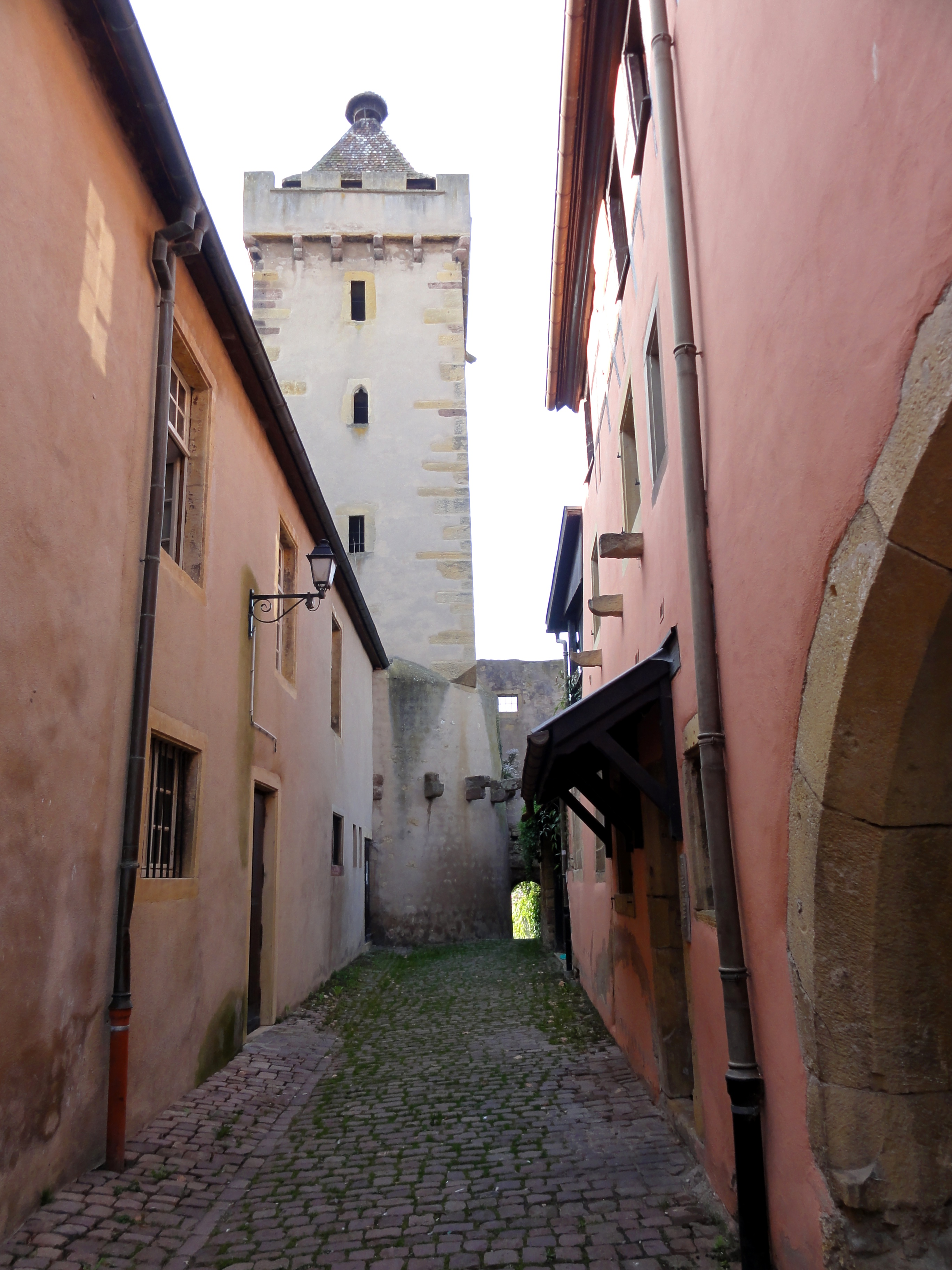
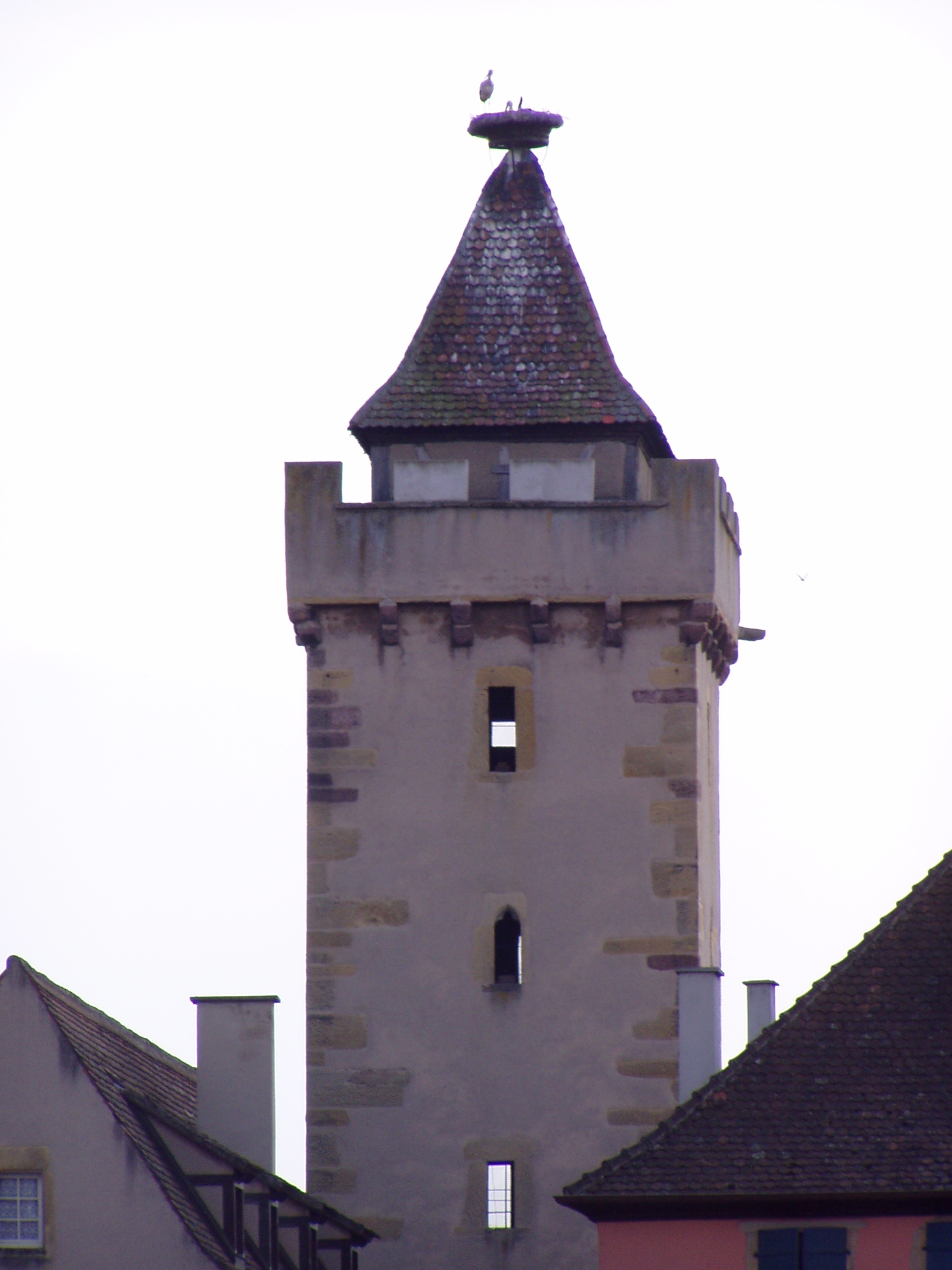